# Język pogoro
Język pogoro – język z rodziny bantu, używany w Tanzanii. W 1972 roku liczba mówiących wynosiła ok. 65 tys.